# Life Racing
Life Racing S.p.A. war ein italienischer Formel-1-Rennstall, der in der Weltmeisterschaft 1990 antrat. Am technischen Material des Teams waren unabhängig voneinander zwei ehemalige Ingenieure der Scuderia Ferrari beteiligt: Auf Gianni Marelli geht Lifes Chassis zurück, und Franco Rocchi konstruierte den überwiegend verwendeten Zwölfzylinder-W-Motor, der ein Alleinstellungsmerkmal des Teams ist. Chassis und Motor befanden sich gleichermaßen nicht auf dem Niveau der Formel 1. Life Racing wird deshalb auch über 30 Jahre nach Betriebseinstellung noch immer als das schlechteste Team des Grand-Prix-Sports bezeichnet.

## Entstehungsgeschichte
Life Racing wurde Ende 1989 von dem 1952 in Modena geborenen Geschäftsmann Ernesto Vita gegründet. In einer Quelle wird Vita als reicher Erbe eines Industrieunternehmens beschrieben, der sein Vermögen in der Baubranche vergrößert habe; eine andere Quelle verortet Vita gleichermaßen im Filmgeschäft und im Stahlhandel. Vitas Nachname (deutsch: Leben) ergibt in anglisierter Form den Namen des Teams. Ziel von Life Racing war die Vermarktung von Franco Rocchis W-12-Motor.
Nach der im Oktober 1986 getroffenen Entscheidung der FISA, in Abkehr von der bis dahin dominierenden Turbo-Technik ab 1987 wieder Saugmotoren in der Formel 1 zuzulassen, begannen Motorenkonstrukteure mit der Suche nach einem möglichst effizienten Saugmotorkonzept.  Bevor sich etwa 1989 der Zehnzylinder-V-Motor als die erfolgreichste Lösung herausstellte, gab es neben verschiedenen konventionellen Ansätzen auch einige ungewöhnliche Konstruktionen, die sich letztlich nicht etablieren konnten. So baute Motori Moderni für Subaru und Coloni einen Zwölfzylinder-V-Motor mit einem Bankwinkel von 180 Grad. Außerdem entstanden unabhängig voneinander zwei W-Motoren: Neben Guy Nègre in Frankreich baute auch Franco Rocchi, der bis 1980 für Ferrari gearbeitet hatte und seitdem in Mailand als selbständiger Ingenieur tätig war, einen W-12 für die Formel 1.
1988 ging Rocchi eine Geschäftsbeziehung mit Ernesto Vita ein. Vita investierte in Rocchis Motorenprojekt und ermöglichte so den Aufbau von zwei Motorblöcken. Vitas Ziel war es, den Motor gewinnbringend einem etablierten Formel-1-Team zur Verfügung zu stellen. In einem Interview aus dem Sommer 1988 erklärte Vita, dies sei lediglich eine Vorstufe zu dem eigentlichen Ziel: Life wolle in den 1990er-Jahren sehr teure Straßensportwagen produzieren. Im Laufe des Jahres 1989 fanden sich keine Interessenten für Rocchis Motor. Am intensivsten waren die Verhandlungen mit Enzo Coloni, der allerdings kostenlose Motoren für sein Team verlangte, was den Interessen Rocchis und Vitas widersprach. Um das Projekt voranzutreiben und ihre Investitionen zu retten, entschieden sich Vita und Rocchi Ende 1989 für den Aufbau eines eigenen Formel-1-Teams, das die Wettbewerbsfähigkeit des W-Motors in der Praxis unter Beweis stellen sollte. Vita und Rocchi erhofften Rennerfolge, die letztlich doch noch größere Teams als Kunden anziehen würden. Da Life die finanziellen Kapazitäten zur Entwicklung eines eigenen Chassis fehlten, blieb nur die Übernahme eines bereits existierenden Autos. Die Wahl fiel auf den First F189, einen 1988 konstruierten Rennwagen von First Racing, der in Verbindung mit einem Judd-Motor ursprünglich für die Formel-1-Weltmeisterschaft 1989 bestimmt gewesen war, wegen des Rückzugs des Teams vor Saisonbeginn aber nicht zum Einsatz gekommen war. Durch Umbauten wurde der First F189 zum Life L190.
Life Racing schaffte 1990 keine einzige Vorqualifikation. Das letzte europäische Rennen in Spanien war der letzte Große Preis, zu dem Life antrat. Die Reisen nach Japan und Australien wurden aus Kostengründen ausgelassen. Im Herbst 1990 verkündete Vita noch, Life Racing sei nicht geschlossen. Man arbeite an einem neuen Auto für die Saison 1991, das mit einem herkömmlichen Motor versehen sei. Die Rede war von einem Achtzylinder von Judd oder einem Zwölfzylinder von Lamborghini. Daraus wurde nichts. Letztlich stellte Vita den Formel-1-Betrieb doch zum Saisonende ein. Kein weiterer Kunde interessierte sich für Rocchis W-12-Motor. Bruno Giacomelli berichtete, er habe von Ernesto Vita nie das vereinbarte Gehalt erhalten.
Bernie Ecclestone versuchte im Laufe des Saison 1990 mehrfach, Vita und Rocchi zur Aufgabe des Projekts zu bewegen; er hielt den Eindruck, den Life Racing machte, für schädlich. Die Engagements von Teams wie Life Racing, Coloni und Andrea Moda Formula waren der Anlass für die Einführung einer hohen Antrittsgebühr, die seit Mitte der 1990er-Jahre von neuen Teams verlangt wird: Mit ihr soll sichergestellt werden, dass keine Teams in die Formel 1 kommen, die nicht ihren technischen und finanziellen Standard erreichen.

## Ressourcen

### Teamorganisation und Finanzen
Der Sitz des Teams befand sich in der Gemeinde Formigine bei Modena. Er bestand nach Aussage Bruno Giacomellis im Wesentlichen aus zwei nebeneinander liegenden Garagen und einem Büro. Inhaber waren Ernesto Vita und Franco Rocchi, als Präsidentin fungierte Vitas Ehefrau Francesca Papa-Vita. Gianni Marelli war anfänglich technischer Direktor; er verließ das Team jedoch nach einer Auseinandersetzung mit Vita bereits im März 1990. Seine Rolle übernahmen später die Mechaniker Maurizio Ferrari und Peter Wyss.
Life Racing war wirtschaftlich sehr schwach aufgestellt. Bruno Giacomelli bezifferte das Budget des Teams zu Saisonbeginn auf lediglich 50.000 US-$. Geldgeber waren einige lokale Unternehmen wie z. B. ein Treppenhersteller; hinzu kamen die üblichen Aufkleber der technischen Ausrüster Agip, Goodyear und Koni. Im Frühjahr 1990  verkaufte Ernesto Vita die Mehrheit der Anteile seines Rennstalls an Daniele Battaglino, einen Geschäftsmann aus Verona, dessen Zahlungen dem Team die Teilnahme an den Sommerrennen der Saison ermöglichte. Eine weitere Einnahmequelle erhoffte sich Life durch einen Sponsoringvertrag mit dem Industrieunternehmen PiC aus der Sowjetunion, das dem Team ein Budget von 20 Mio US-$ bereitstellen wollte. Letztlich zahlte PiC nur eine niedrige fünfstellige Summe; sie ermöglichte es Vita im Umfeld des Großen Preises von Italien im September 1990, von March Engineering einen gebrauchten Judd-Motor zu kaufen.
Insgesamt bestand das Team aus maximal zwölf Mitarbeitern, phasenweise waren es nur sechs.  Es fehlte an Ausrüstung und Ersatzteilen. So gab es weder ein Ersatzauto noch Zubehör: Bruno Giacomelli zufolge wurde „an dem Wagen ständig herumgeflickt. Durch das Reparieren wurde er immer schwerer und unhandlicher.“

### Der Motor

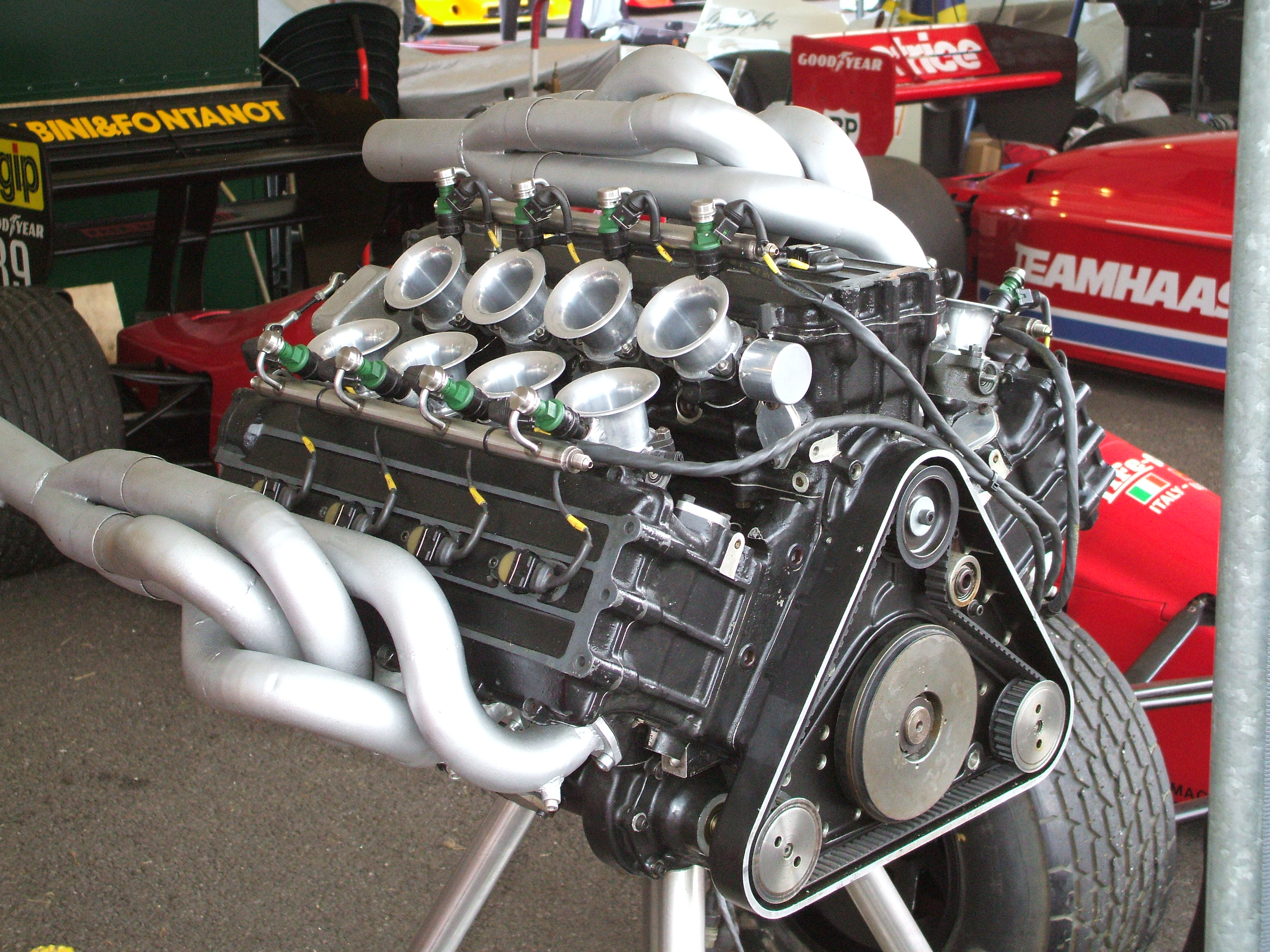
Life-F35-W-12-Motor

Der Life F35 ist der bislang einzige Motor in W-12-Konfiguration, der zu einem Formel-1-Weltmeisterschaftslauf gemeldet wurde. Der lediglich 53 cm lange Life F35 hat drei Zylinderbänke mit je vier Zylindern. Die Bänke stehen jeweils im Winkel von 60° zueinander. Der Hubraum beträgt 3493 cm³. Jeder Zylinder hat fünf Ventile. Die maximale Drehzahl wurde mit 13.500 Umdrehungen pro Minute angegeben. Das war nominell der höchste Wert aller Formel-1-Motoren der Saison 1990. Tatsächlich erreichte der Motor auf der Rennstrecke diesen Wert nicht ansatzweise. Bruno Giacomelli berichtete ein Jahrzehnt später, dass er auf höchstens 9500 Umdrehungen pro Minute kommen durfte. Werksseitig machte Life Racing keine Angaben zur Leistung des Motors. Zeitgenössische Autoren gaben Schätzungen im Bereich von 600 PS ab. Giacomelli bezifferte die Leistung des Motors rückblickend dagegen nur mit etwa 360 PS. Seine Angaben zugrunde gelegt, brachte Rocchis W-12-Motor nur die Hälfte der Leistung des Honda RA100E, den McLaren 1990 einsetzte, und lag damit noch unter dem Niveau eines zeitgenössischen Formel-3000-Motors.
Zum Großen Preis von Portugal wechselte Life auf einen erprobten Judd-Motor der Baureihe CV. Das Team übernahm einen einzelnen Motorblock, der im Vorjahr im Werksteam von March eingesetzt worden war. Seine Leistung wurde mit 610 PS angegeben. Für den Judd-Motor baute Life kein neues Auto; vielmehr wurde der einzige L190 des Teams so umgebaut, dass er den Achtzylindermotor aufnehmen konnte. Der Life-Judd erschien noch einmal beim letzten europäischen Weltmeisterschaftslauf in Spanien, der zugleich der letzte Große Preis für Life Racing war.

### Das Auto

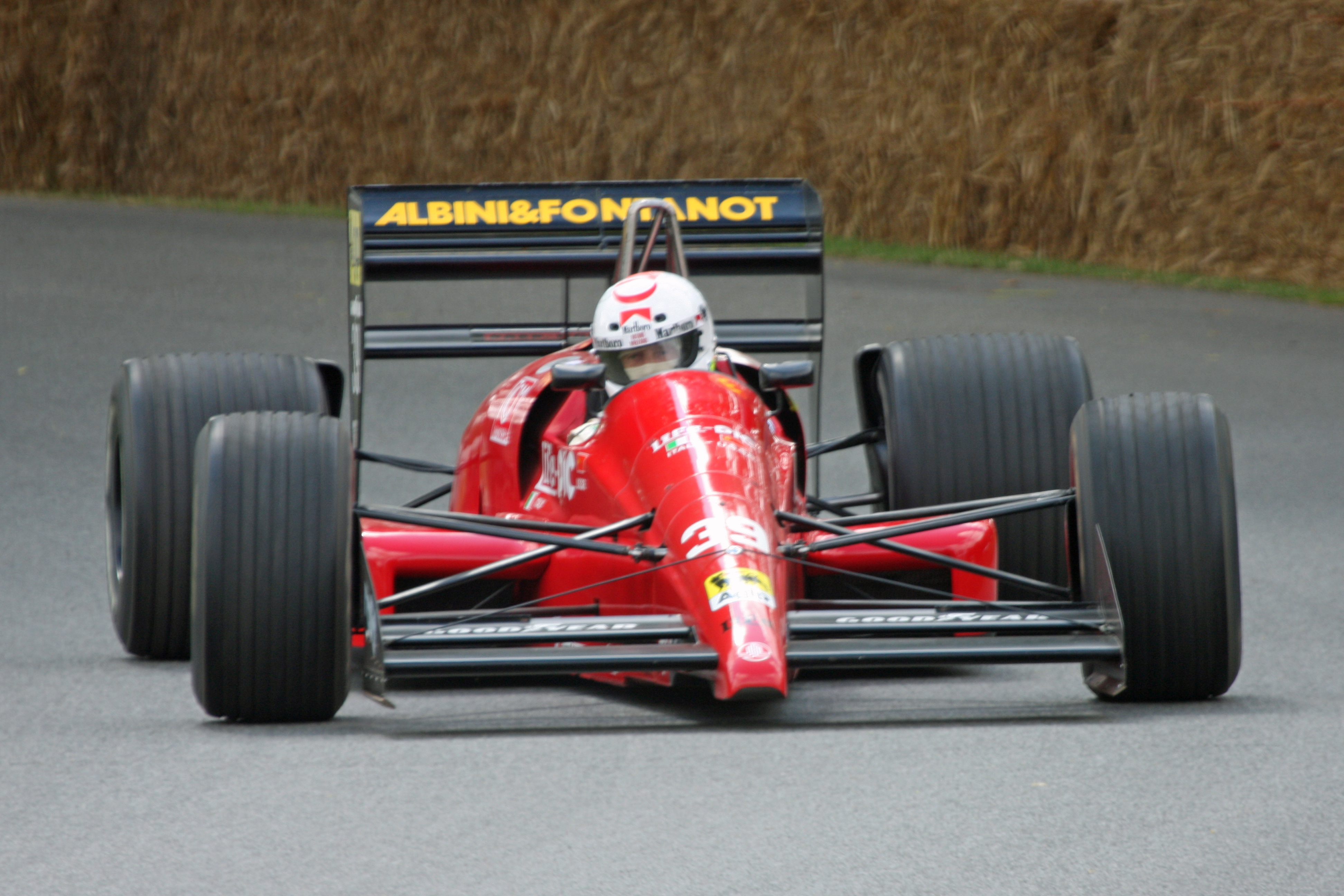
Der Life L190 beim Goodwood Festival of Speed 2009

Der Life F190 ist eine Weiterentwicklung des First F189, der seinerseits ein Nachbau des für die Formel 3000 bestimmten March 88B von 1988 war. Erste Grundstrukturen des Autos hatte Richard Divila 1988 entworfen, die Detailkonstruktion des F189 führte dann der ehemalige Ferrari-Ingenieur Gianni Marelli durch. Der First F 189 war für den Einsatz eines Achtzylinder-V-Motors von Judd (Baureihe CV) vorgesehen. Life Racing übernahm den 1988 fertiggestellten Prototyp des First F189 und ließ ihn im Herbst 1989 so weit überarbeiten, dass er Rocchis W-12-Motor aufnehmen konnte. Dieser Umbau wurde dann in Life L190 umbenannt. Mehr als ein Chassis baute das Team nicht. Der Wagen war unausgereift, hatte einen hohen Schwerpunkt, durch den das Handling problematisch war, und galt als Sicherheitsrisiko. Richard Divila hielt ihn – wie schon das Basismodell – für ein unsicheres, lebensgefährliches Auto. Bereits am First 189 hatte er ein brüchiges, möglicherweise fehlerhaft hergestelltes Kunststoffchassis festgestellt. Außerdem seien die Aufhängungsteile defekt gewesen, und die Lenksäule habe eine Gefahrenquelle dargestellt. Life habe daran nichts geändert. Auch das tief ausgeschnittene Cockpit sah er als Sicherheitsrisiko an. Divila riet Gary Brabham, dem ersten Fahrer des Teams, dringend davon ab, mit dem L190 auf die Rennstrecke zu gehen.

### Fahrer
Nach anfänglichen Überlegungen sollte der italienische Rennfahrer Franco Scapini mit dem Life L190 an den Start gehen. Die FISA verweigerte Scapini allerdings die dafür erforderliche Lizenz, weil er keine ausreichenden Erfolge in kleineren Motorsportklassen nachweisen konnte. Weitere Gespräche gab es mit Roberto Moreno und Gianni Morbidelli. Die Wahl fiel letztlich auf Gary Brabham, den 18. der Formel-3000-Meisterschaft 1989. Nach den ersten beiden erfolglosen Versuchen der Vorqualifikation verließ Brabham das Team. An seine Stelle trat der March-Testfahrer Bruno Giacomelli, dessen letztes Formel-1-Rennen zu dieser Zeit bereits sieben Jahre zurücklag. Giacomelli blieb bis zum letzten Rennen des Teams und vermittelte in der zweiten Saisonhälfte die Übernahme eines Judd-Motors.

## Die Renneinsätze
Beim Auftaktrennen der Saison in Phoenix fuhr Brabham vier Runden in der Vorqualifikation; im fünften Anlauf fiel die Elektronik aus und der Wagen blieb liegen. Brabhams beste Zeit lag bei 2:02 Minuten für eine Runde. Die Pole-Zeit von Gerhard Berger im McLaren MP4/5 lag bei 1:28 Minuten, für die Vorqualifikation hätte eine Rundenzeit von 1:34 Minuten erreicht werden müssen. Dass Brabham mit diesen Werten nicht Letzter der Vorqualifikation war, lag allein an dem Umstand, dass Bertrand Gachot im Subaru-Coloni keine komplette Runde geschafft hatte und insgesamt mit einer Rundenzeit von über fünf Minuten gewertet wurde. Im folgenden Rennen in Interlagos konnte Brabham nicht einmal eine ganze Runde fahren. Einigen Quellen zufolge hatten die Mechaniker – möglicherweise als Folge des Fehlens eines Messgeräts – die Batterie nicht aufgeladen und nicht ausreichend Öl und Bremsflüssigkeit nachgefüllt. Andere Quellen bestreiten das und führen den Ausfall auf einen Aufhängungsbruch zurück.
Ab dem dritten Saisonrennen fuhr Giacomelli für Life Racing. Auch ihm gelang es in keinem Rennen, den L190 vorzuqualifizieren. Beim Großen Preis von Frankreich schaffte er aufgrund einer defekten Benzinpumpe keine einzige gezeitete Runde, und in der Vorqualifikation zum Großen Preis von Mexiko konnte er lediglich die Einführungsrunde absolvieren. Als Giacomelli eine gezeitete Runde in Angriff nehmen wollte, kollabierte bereits beim Beschleunigen der Motor. Bei den anderen Veranstaltungen gelang es Giacomelli, wenigstens eine gezeitete Runde in der Vorqualifikation zu absolvieren. Allerdings war er dabei regelmäßig und mit deutlichem Abstand der Langsamste. Die Rückstände auf die spätere Pole-Zeit lagen regelmäßig zwischen 18 und 32 Sekunden (beim Großen Preis von Italien in Monza); üblicherweise fehlten 13 bis 20, mitunter auch 26 Sekunden auf den Letzten der Vorqualifikation.
Beim Großen Preis von Großbritannien gelang es Bruno Giacomelli, den Rückstand auf die Pole-Zeit auf 18 Sekunden zu begrenzen. Es sollte das beste Ergebnis des Teams werden. Die zweitbeste Leistung erbrachte Bruno Giacomelli beim Großen Preis von Monaco, wo ihm 19 Sekunden auf die Pole-Zeit fehlten. Der Rückstand auf den Subaru-Coloni von Bertrand Gachot betrug nur 2 Sekunden. Allerdings waren diese Erfolge relativ; gemessen an den Leistungen der Konkurrenz arbeitete Life Racing nicht auf dem Niveau der Formel 1. Die Rundenzeit in Monte Carlo entsprach mit 1:41 Minuten dem Niveau, das regelmäßig die besten Fahrer der Formel 3 erreichten.

## Rezeption
Life Racing war von Beginn an Kritik und Spott ausgesetzt. Rückblickend werden die Leistungen von Team, Auto und Motor als offensichtlicher Widerspruch zum Namen des Rennstalls wahrgenommen: Life hatte „eher den Hauch von schleichendem Tod“.

## Resultate
| Fahrer        | Motor        | Startnr. | 1    | 2    | 3    | 4    | 5    | 6    | 7    | 8    | 9    | 10   | 11   | 12   | 13   | 14   | 15 | 16 | Punkte | WM |
| ------------- | ------------ | -------- | ---- | ---- | ---- | ---- | ---- | ---- | ---- | ---- | ---- | ---- | ---- | ---- | ---- | ---- | -- | -- | ------ | -- |
| 1990          |              |          |      |      |      |      |      |      |      |      |      |      |      |      |      |      |    |    |        |    |
| G. Brabham    | Life F35 W12 | 39       | DNPQ | DNPQ |      |      |      |      |      |      |      |      |      |      |      |      |    |    | 0      | –  |
| B. Giacomelli | Life F35 W12 | 39       |      |      | DNPQ | DNPQ | DNPQ | DNPQ | DNPQ | DNPQ | DNPQ | DNPQ | DNPQ | DNPQ |      |      |    |    | 0      | –  |
| B. Giacomelli | Judd CV V8   | 39       |      |      |      |      |      |      |      |      |      |      |      |      | DNPQ | DNPQ |    |    | 0      | –  |

| Legende  | Legende            | Legende                                                          |
| Farbe    | Abkürzung          | Bedeutung                                                        |
| -------- | ------------------ | ---------------------------------------------------------------- |
| Gold     | –                  | Sieg                                                             |
| Silber   | –                  | 2. Platz                                                         |
| Bronze   | –                  | 3. Platz                                                         |
| Grün     | –                  | Platzierung in den Punkten                                       |
| Blau     | –                  | Klassifiziert außerhalb der Punkteränge                          |
| Violett  | DNF                | Rennen nicht beendet (did not finish)                            |
| Violett  | NC                 | nicht klassifiziert (not classified)                             |
| Rot      | DNQ                | nicht qualifiziert (did not qualify)                             |
| Rot      | DNPQ               | in Vorqualifikation gescheitert (did not pre-qualify)            |
| Schwarz  | DSQ                | disqualifiziert (disqualified)                                   |
| Weiß     | DNS                | nicht am Start (did not start)                                   |
| Weiß     | WD                 | zurückgezogen (withdrawn)                                        |
| Hellblau | PO                 | nur am Training teilgenommen (practiced only)                    |
| Hellblau | TD                 | Freitags-Testfahrer (test driver)                                |
| ohne     | DNP                | nicht am Training teilgenommen (did not practice)                |
| ohne     | INJ                | verletzt oder krank (injured)                                    |
| ohne     | EX                 | ausgeschlossen (excluded)                                        |
| ohne     | DNA                | nicht erschienen (did not arrive)                                |
| ohne     | C                  | Rennen abgesagt (cancelled)                                      |
| ohne     | keine WM-Teilnahme |                                                                  |
| sonstige | P/fett             | Pole-Position                                                    |
| sonstige | 1/2/3/4/5/6/7/8    | Punktplatzierung im Sprint-/Qualifikationsrennen                 |
| sonstige | SR/kursiv          | Schnellste Rennrunde                                             |
| sonstige | *                  | nicht im Ziel, aufgrund der zurückgelegten Distanz aber gewertet |
| sonstige | ()                 | Streichresultate                                                 |
| sonstige | unterstrichen      | Führender in der Gesamtwertung                                   |